# البيرت بول
 ألبرت بول (14 أغسطس 1896 - 7 مايو 1917) كان طيار مقاتل إنجليزي خلال الحرب العالمية الأولى. وفي وقت وفاته كانت رتبته رائد طيار في المملكة المتحدة، حيث حقق 44 انتصارًا، وظل رابع أكبر منجز للاهداف بعد كل من إدوارد مانوك، وجيمس مكودن، وجورج ماكلروي.
ولد ونشأ في نوتنغهام، وانضم إلى «شيروود فوريسترز» ابان اندلاع الحرب العالمية الأولى وتم تكليفه برتبة ملازم أول في أكتوبر 1914. ثم انتقل إلى سلاح الطيران الملكي (RFC) بعدها بعام، وحصل على طيارته الأولى في 26 يناير 1916. ثم انضم سرب RFC الثالث عشر في فرنسا، طار في مهام استطلاعية قبيل التحاقه بالسرب الحادي عشر كمقاتل في مايو من نفس العام. ومنذ ذلك الحين وحتى عودته إلى إنجلترا في إجازة في أكتوبر، حقق العديد من الانتصارات الجوية، وحصل على وسامي الخدمة المتميزة والصليب العسكري. وكان أول طيار يصبح بطل وطني في بريطانيا.

## روابط خارجية
- فيلم كشف النقاب عن نصب ألبرت بول التذكاري في قلعة نوتنغهام (المسار البريطاني)
- أطفال المدارس الفرنسية يكرمون الحرب العالمية الأولى المقاتلة (Victoriacross.org.uk)
- (بالفرنسية) كوليج ألبرت بول (مدرسة في أنولين سميت باسم بول في عام 1999)
- سجل كتالوج لرسائل ألبرت بول المحفوظة في محفوظات نوتنجهامشاير (The National Archives)
- لوحات ألبرت بول، جيه بي ، كابتن ألبرت بول، في سي ، ولويس بول (بي بي سي، النسخ الأصلية في متحف ومعرض فنون نوتنجهام كاسل)
- Royal Flying Corps تونك ترتديه ألبرت بول (متحف الحرب الإمبراطوري)
- موكب من أجل خدمة ألبرت بول التذكارية (صورة الماضي)
- الملك جورج الخامس يقدم لعبة VC Ball إلى والديه (Picture the Past)
- حياة قصيرة ولكن حافلة بالأحداث من ألبرت بول، في سي (إد ديكسون)